# 송인효
송인효(1995년 4월 3일 ~)는 대한민국의 가수다. 2014년 EP [사랑니]로 데뷔했다.

## 방송
- 포커스 : Folk Us (2020) - Top8(5위)

## 음반
- 사랑니 (2014)
- 제1회 인천평화창작가요제 (2017)
- 작은물 컴필레이션 (2019)
- 포커스(Folk Us) Semi Final (2021)
- 덕구 이즈 백 OST (드라마 스테이지 2021) (2021)